# Spruce Island
Spruce Island (englisch für „Fichten-Insel“) ist eine Insel des Kodiak-Archipels in Alaska in den Vereinigten Staaten. Sie liegt nordöstlich von Kodiak Island, nur durch die Narrow Strait von dieser getrennt. Die Insel ist 46,07 km² groß und Heimat von 242 Menschen (Stand 2000), die fast alle ausschließlich in der einzigen Ortschaft Ouzinkie leben.
Als Teil Russisch-Amerikas gab Juri Lissjanski der Insel 1805 den Namen Jelowy-Insel. Zwischen 1808 und 1836 war Spruce Island die Heimat des Einsiedlers Herman von Alaska, einem Heiligen der russisch-orthodoxen Kirche und Schutzpatron der russisch-orthodoxen Kirche in Amerika. Ein ihm geweihter Schrein und Pilgerstätte befindet sich auf der Insel. 